# Xylosma grossecrenatum
Xylosma grossecrenatum é uma espécie de planta da família Salicaceae.
É endémica da Nova Caledónia.